# Ла-Бревін
Ла-Бревін (фр. La Brévine) — громада в Швейцарії в кантоні Невшатель.

## Географія
Громада розташована на відстані близько 65 км на захід від Берна, 25 км на захід від Невшателя.
Ла-Бревін має площу 41,8 км², з яких на 2,3 % дозволяється будівництво (житлове та будівництво доріг), 53,5 % використовуються в сільськогосподарських цілях, 42,3 % зайнято лісами, 2 % не є продуктивними (річки, льодовики або гори).

## Демографія
2019 року в громаді мешкало 622 особи (-5 % порівняно з 2010 роком), іноземців було 4,8 %. Густота населення становила 15 осіб/км².
За віковим діапазоном населення розподілялося таким чином: 20,9 % — особи молодші 20 років, 55 % — особи у віці 20—64 років, 24,1 % — особи у віці 65 років та старші. Було 282 помешкань (у середньому 2,2 особи в помешканні).
Із загальної кількості 314 працюючих 153 було зайнятих в первинному секторі, 73 — в обробній промисловості, 88 — в галузі послуг.